# Lício Proença Borralho
Lício Proença Borralho (Uruguaiana, 18 de abril de 1902 - Ponta Porã, 26 de agosto de 1993) foi um engenheiro e político brasileiro. Foi um dos fundadores das cidades de Bonito e Amambaí ambas no estado de Mato Grosso do Sul.

## História
Formado pela Escola de Engenharia de Porto Alegre como engenheiro agrônomo, fixou residência em Ponta Porã, aonde em no final da década de 1930 foi um dos organizadores da Aliança Liberal. Participou da Revolução Constitucionalista de 1932. Esteve a frente da Prefeitura de Ponta Porã nos anos de 1933, 1935 e 1936.
Foi eleito deputado à Assembléia Constituinte de Mato Grosso em 1947 pelo Partido Trabalhista Brasileiro de Getúlio Vargas, e em 1950 foi eleito deputado federal pelo mesmo estado, tendo sido líder de seu partidona Câmara Federal.
Foi preso em 1964 acusado de pertencer ao Grupo dos Onze, movimento político liderado em 1963 por Leonel Brizola.